# Memphis Open
Memphis Open — професійний тенісний турнір заснований 1975 року. Проводиться в Мемфісі (США) на кортах Racquet Club of Memphis починаючи з 1977 року. Це єдиний турнір ATP у США, що проходить на відкритих хардових кортах. Частину історії разом проводилися змагання серед чоловіків та жінок, але, починаючи з 2014 року це чисто чоловічий турнір.
Був відомий під різними спонсорськими назвами Regions Morgan Keegan Championships, U.S. Indoor Championships, the Kroger St. Jude Championship, the Volvo Championships, Cellular South Cup та Federal Express International.

## Історія

Центральний корт Memphis Open 2016

1974 року торговець бавовником з Мемфіса Вільям Б."Біллі" Дунавант молодший придбав Мемфіський атлетичний клуб і вклав 7 млн. доларів, щоб перетворити об'єкт на той, який нині відомий як Racquet Club of Memphis. Турнір, нині відомий як Memphis Open, вперше відбувся 1975 році на критих килимових кортах в рамках WCT. У 1977 році U.S. National Indoor Tennis Championships переїхав до Мемфіса із Солсбері (штат Меріленд) і збільшив призовий фонд до 220 000 доларів. Memphis Open вирізнявся (до 2014 року) тим, що був єдиним приватним клубом для ігор ракетками у світі, який проводив професійні тенісні змагання одночасно і серед чоловіків і серед жінок. Турнір проходив на килимі до 1980-х років, але клуб з часом змінив своє покриття на хард.
У листопаді 2001 року Racquet Club of Memphis придбав права на турнір WTA в місті Оклахома-Сіті і перемістив його до Мемфісу, де впродовж 12 років проходили паралельно турніри серед чоловіків та жінок. У 2008 році турнір підвищився до статусу ATP 500. 2014 року чоловічі та жіночі турніри переїхали до Ріо-де-Жанейро й стали називатися Rio Open. Потім Мемфіс придбав турнір ATP 250 у Сан-Хосе, щоб зберегти професійний теніс у місті. Наприкінці 2014 року компанія Tennis Rendezvous LLC, що належить USTA і Golden Set Holdings LLC, придбала U.S. National Indoor Tennis Championships та перейменувала його на Memphis Open. У 2015 році "Memphis Open" знову продано, його придбала нью-йоркська компанія з фінансового менеджменту "GF Capital".
Упродовж років серед переможців Memphis Open було дев'ять перших тенісистів світу АТР: Бйорн Борг, Джиммі Коннорс, Джон Макенрой, Стефан Едберг, Андре Агассі, Іван Лендл, Джим Кур'є, Піт Сампрас та Енді Роддік. 2016 року Кей Нісікорі виграв цю подію вчетверте поспіль, зрівнявшись з рекордом Коннорса за найбільшою кількістю виграних титулів.
У квітні 2017 року ATP оголосила, що 2018 року турнір переїде до Нассау-Ветеранс-Меморіал-колісіум на Лонг-Айленді (Нью-Йорк), після того, як він не знайшов титульного спонсора в Мемфісі.
Турніри у чоловіків і жінок, хоч і проходили паралельно, але їхніми спонсорами були різні компанії, тому вони й мали різні назви.

## Фінали

### Чоловіки. Одиночний розряд
| Рік  | Чемпіони          | Фіналісти           | Рахунок                   |
| ---- | ----------------- | ------------------- | ------------------------- |
| 1975 | Гаролд Соломон    | Їржі Гребец         | 2–6, 6–1, 6–4             |
| 1976 | Віджай Амрітрадж  | Стен Сміт           | 6–2, 0–6, 6–0             |
| 1977 | Бйорн Борг        | Браян Готтфрід      | 6–4, 6–3, 4–6, 7–5        |
| 1978 | Джиммі Коннорс    | Тім Галліксон       | 7–6, 6–3                  |
| 1979 | Джиммі Коннорс    | Артур Еш            | 6–4, 5–7, 6–3             |
| 1980 | Джон Макінрой     | Джиммі Коннорс      | 7–6, 7–6(8–6)             |
| 1981 | Джін Меєр         | Роско Теннер        | 6–2, 6–4                  |
| 1982 | Йохан Крік        | Джон Макінрой       | 6–3, 3–6, 6–4             |
| 1983 | Джиммі Коннорс    | Джін Меєр           | 7–5, 6–0                  |
| 1984 | Джиммі Коннорс    | Анрі Леконт         | 6–3, 4–6, 7–5             |
| 1985 | Стефан Едберг     | Яннік Ноа           | 6–1, 6–0                  |
| 1986 | Бред Гілберт      | Стефан Едберг       | 7–5, 7–6                  |
| 1987 | Стефан Едберг     | Джиммі Коннорс      | 6–3, 2–1 (знялася)        |
| 1988 | Андре Агассі      | Мікаель Пернфорс    | 6–4, 6–4, 7–5             |
| 1989 | Бред Гілберт      | Йохан Крік          | 6–2, 6–2 (знялася)        |
| 1990 | Міхаель Штіх      | Веллі Месур         | 6–7, 6–4, 7–6             |
| 1991 | Іван Лендл        | Міхаель Штіх        | 7–5, 6–3                  |
| 1992 | Малівай Вашінгтон | Вейн Феррейра       | 6–3, 6–2                  |
| 1993 | Джим Кур'є        | Тодд Мартін         | 5–7, 7–6(7–4), 7–6(7–4)   |
| 1994 | Тодд Мартін       | Бред Гілберт        | 6–4, 7–5                  |
| 1995 | Тодд Мартін       | Паул Гаргейс        | 7–6(7–2), 6–4             |
| 1996 | Піт Сампрас       | Тодд Мартін         | 6–4, 7–6(7–2)             |
| 1997 | Майкл Чанг        | Тодд Вудбрідж       | 6–3, 6–4                  |
| 1998 | Марк Філіппуссіс  | Майкл Чанг          | 6–3, 6–2                  |
| 1999 | Томмі Гаас        | Джим Кур'є          | 6–4, 6–1                  |
| 2000 | Магнус Ларссон    | Байрон Блек         | 6–2, 1–6, 6–3             |
| 2001 | Марк Філіппуссіс  | Давіде Сангінетті   | 6–3, 6–7(5–7), 6–3        |
| 2002 | Енді Роддік       | Джеймс Блейк        | 6–4, 3–6, 7–5             |
| 2003 | Тейлор Дент       | Енді Роддік         | 6–1, 6–4                  |
| 2004 | Йоахім Йоханссон  | Ніколас Кіфер       | 7–6(7–5), 6–3             |
| 2005 | Кеннет Карлсен    | Макс Мирний         | 7–5, 7–5                  |
| 2006 | Томмі Гаас        | Робін Содерлінг     | 6–3, 6–2                  |
| 2007 | Томмі Гаас        | Енді Роддік         | 6–3, 6–2                  |
| 2008 | Стів Дарсіс       | Робін Содерлінг     | 6–3, 7–6(7–5)             |
| 2009 | Енді Роддік       | Радек Штепанек      | 7–5, 7–5                  |
| 2010 | Сем Кверрі        | Джон Ізнер          | 6–7(3–7), 7–6(7–5), 6–3   |
| 2011 | Енді Роддік       | Мілош Раоніч        | 7–6(9–7), 6–7(11–13), 7–5 |
| 2012 | Юрген Мельцер     | Мілош Раоніч        | 7–5, 7–6(7–4)             |
| 2013 | Кей Нісікорі      | Фелісіано Лопес     | 6–2, 6–3                  |
| 2014 | Кей Нісікорі      | Іво Карлович        | 6–4, 7–6(7–0)             |
| 2015 | Кей Нісікорі      | Кевін Андерсон      | 6–4, 6–4                  |
| 2016 | Кей Нісікорі      | Тейлор Фріц         | 6–4, 6–4                  |
| 2017 | Раян Гаррісон     | Ніколоз Басілашвілі | 6–1, 6–4                  |

### Чоловіки. Парний розряд
| Рік  | Чемпіони                             | Фіналісти                           | Рахунок               |
| ---- | ------------------------------------ | ----------------------------------- | --------------------- |
| 1975 | Дік Стоктон Ерік Ван Діллен          | Марк Кркс Кліфф Дрісдейл            | 1–6, 7–5, 6–4         |
| 1976 | Віджай Амрітрадж Ананд Амрітрадж     | Марті Ріссен Роско Теннер           | 6–3, 6–4              |
| 1977 | Шервуд Стюарт Фред Макнеер           | Роберт Лутц Стен Сміт               | 4–6, 7–6, 7–6         |
| 1978 | Браян Готтфрід Рауль Рамірес         | Філ Дент Джон Ньюкомб               | 3–6, 7–6, 6–2         |
| 1979 | Том Оккер Войцех Фібак               | Фрю Макміллан Дік Стоктон           | 6–4, 6–4              |
| 1980 | Джон Макінрой Браян Готтфрід         | Род Фролі Томаш Шмід                | 6–3, 6–7, 7–6         |
| 1981 | Джін Меєр Сенді Меєр                 | Майк Кейгілл Том Галліксон          | 7–6, 6–7, 7–6         |
| 1982 | Кевін Каррен Стів Дентон             | Джон Макінрой Пітер Флемінг         | 7–6, 4–6, 6–2         |
| 1983 | Пітер Макнамара Пол Макнамі          | Тім Галліксон Том Галліксон         | 6–3, 5–7, 6–4         |
| 1984 | Фріц Бунінг Пітер Флемінг            | Гайнц Ґюнтгардт Томаш Шмід          | 6–3, 6–0              |
| 1985 | Павел Сложил Томаш Шмід              | Кевін Каррен Стів Дентон            | 1–6, 6–3, 6–4         |
| 1986 | Кен Флек Роберт Сегусо               | Гі Форже Андерс Яррід               | 6–4, 4–6, 7–6         |
| 1987 | Андерс Яррід Юнас Свенссон           | Серхіо Касаль Еміліо Санчес         | 6–4, 6–2              |
| 1988 | Кевін Каррен Девід Пейт              | Петер Лундгрен Мікаель Пернфорс     | 6–2, 6–2              |
| 1989 | Пол Еннекон Хрісто ван Ренсбург      | Скотт Девіс Тім Вілкінсон           | 7–6, 6–7, 6–1         |
| 1990 | Даррен Кейгілл Марк Кратцманн        | Удо Ріглевскі Міхаель Штіх          | 7–5, 6–2              |
| 1991 | Міхаель Штіх Удо Ріглевскі           | Джон Фіцджеральд Лорі Вордер        | 7–5, 6–3              |
| 1992 | Тодд Вудбрідж Марк Вудфорд           | Кевін Каррен Гері Мюллер            | 7–6, 6–1              |
| 1993 | Тодд Вудбрідж Марк Вудфорд           | Якко Елтінг Паул Гаргейс            | 7–5, 4–6, 7–6         |
| 1994 | Байрон Блек Джонатан Старк           | Джим Грабб Джаред Палмер            | 7–6, 6–4              |
| 1995 | Джаред Палмер Річі Ренеберг          | Томмі Го Бретт Стівен               | 4–6, 7–6, 6–1         |
| 1996 | Марк Ноулз Деніел Нестор             | Тодд Вудбрідж Марк Вудфорд          | 6–4, 7–5              |
| 1997 | Елліс Феррейра Патрік Гелбрайт       | Рік Ліч Джонатан Старк              | 6–3, 3–6, 6–1         |
| 1998 | Тодд Вудбрідж Марк Вудфорд           | Елліс Феррейра Давід Родіті         | 6–3, 6–4              |
| 1999 | Тодд Вудбрідж Марк Вудфорд           | Себастьян Ларо Алекс О'Браєн        | 6–3, 6–4              |
| 2000 | Джастін Гімелстоб Себастьян Ларо     | Джим Грабб Річі Ренеберг            | 6–2, 6–4              |
| 2001 | Боб Браян Майк Браян                 | Алекс О'Браєн Джонатан Старк        | 6–3, 7–6              |
| 2002 | Браян Макфі Ненад Зімоньїч           | Боб Браян Майк Браян                | 6–3, 3–6, [10–4]      |
| 2003 | Марк Ноулз Деніел Нестор             | Боб Браян Майк Браян                | 6–2, 7–6              |
| 2004 | Боб Браян Майк Браян                 | Джефф Кутзе Кріс Гаггард            | 6–3, 6–4              |
| 2005 | Сімон Аспелін Todd Perry             | Боб Браян Майк Браян                | 6–4, 6–4              |
| 2006 | Іво Карлович Кріс Гаггард            | Джеймс Блейк Марді Фіш              | 0–6, 7–5, [10–5]      |
| 2007 | Ерік Буторак Джеймі Маррей           | Юліан Ноул Юрген Мельцер            | 7–5, 6–3              |
| 2008 | Магеш Бгупаті Марк Ноулз             | Санчай Ратіватана Сончат Ратіватана | 7–6(7–5), 6–2         |
| 2009 | Марді Фіш Марк Ноулз                 | Тревіс Перротт Філіп Полашек        | 7–6(9–7), 6–1         |
| 2010 | Джон Ізнер Сем Кверрі                | Росс Гатчінс Джордан Керр           | 6–4, 6–4              |
| 2011 | Макс Мирний Деніел Нестор            | Ерік Буторак Жан-Жульєн Роєр        | 6–2, 6–7(6–8), [10–3] |
| 2012 | Макс Мирний Деніел Нестор            | Іван Додіг Марсело Мело             | 4–6, 7–5, [10–7]      |
| 2013 | Боб Браян Майк Браян                 | Джеймс Блейк Джек Сок               | 6-1, 6-2              |
| 2014 | Ерік Буторак Равен Класен            | Боб Браян Майк Браян                | 6-4, 6-4              |
| 2015 | Маріуш Фирстенберг Сантьяго Гонсалес | Артем Сітак Дональд Янг             | 5–7, 7–6(7–1), [10–8] |
| 2016 | Маріуш Фирстенберг Сантьяго Гонсалес | Стів Джонсон Сем Кверрі             | 6–4, 6–4              |
| 2017 | Браян Бейкер Нікола Мектич           | Раян Гаррісон Стів Джонсон          | 6–3, 6–4              |

### Жінки. Одиночний розряд
| Місце         | Рік  | Чемпіонка              | фіналіста            | Рахунок        |
| ------------- | ---- | ---------------------- | -------------------- | -------------- |
| Оклахома-Сіті | 1986 | Марселла Мескер        | Лорі Макніл          | 6-4, 4-6, 6-3  |
| Оклахома-Сіті | 1987 | Елізабет Смайлі        | Лорі Макніл          | 4-6, 6-3, 7-5  |
| Оклахома-Сіті | 1988 | Лорі Макніл            | Бренда Шульц         | 6-3, 6-2       |
| Оклахома-Сіті | 1989 | Манон Боллеграф        | Лейла Месхі          | 6-4, 6-4       |
| Оклахома-Сіті | 1990 | Емі Фрейзер            | Манон Боллеграф      | 6-4, 6-2       |
| Оклахома-Сіті | 1991 | Яна Новотна            | Енн Сміт             | 3-6, 6-3, 6-2  |
| Оклахома-Сіті | 1992 | Зіна Гаррісон          | Лорі Макніл          | 7-5, 3-6, 7-6  |
| Оклахома-Сіті | 1993 | Зіна Гаррісон          | Патті Фендік         | 6-2, 6-2       |
| Оклахома-Сіті | 1994 | Мередіт Макґрат        | Бренда Шульц         | 7-66, 7-64     |
| Оклахома-Сіті | 1995 | Бренда Шульц           | Олена Лиховцева      | 6-1, 6-2       |
| Оклахома-Сіті | 1996 | Бренда Шульц           | Аманда Кетцер        | 6-3, 6-2       |
| Оклахома-Сіті | 1997 | Ліндсі Девенпорт       | Ліза Реймонд         | 6-4, 6-2       |
| Оклахома-Сіті | 1998 | Вінус Вільямс          | Йоаннетта Крюгер     | 6-3, 6-2       |
| Оклахома-Сіті | 1999 | Вінус Вільямс          | Аманда Кетцер        | 6-3, 6-0       |
| Оклахома-Сіті | 2000 | Моніка Селеш           | Наталі Деші          | 6-1, 7-63      |
| Оклахома-Сіті | 2001 | Моніка Селеш           | Дженніфер Капріаті   | 6-3, 5-7, 6-2  |
| Memphis       | 2002 | Ліза Реймонд           | Александра Стівенсон | 4-6, 6-3, 7-69 |
| Memphis       | 2003 | Ліза Реймонд           | Аманда Кетцер        | 6-3, 6-2       |
| Memphis       | 2004 | В Звонарьова           | Ліза Реймонд         | 4-6, 6-4, 7-5  |
| Memphis       | 2005 | В Звонарьова           | Меган Шонессі        | 7-63, 6-2      |
| Memphis       | 2006 | Софія Арвідссон        | Марта Домаховська    | 6-2, 2-6, 6-3  |
| Memphis       | 2007 | Вінус Вільямс          | Шахар Пеєр           | 6-1, 6-1       |
| Memphis       | 2008 | Ліндсі Девенпорт       | Ольга Говорцова      | 6-2, 6-1       |
| Memphis       | 2009 | Вікторія Азаренко      | Каролін Возняцкі     | 6–1, 6–3       |
| Memphis       | 2010 | Шарапова Марія Юріївна | Софія Арвідссон      | 6–2, 6–1       |
| Memphis       | 2011 | Магдалена Рибарикова   | Ребекка Маріно       | 6–2, rit.      |
| Memphis       | 2012 | Софія Арвідссон        | Марина Еракович      | 6–3, 6–4       |
| Memphis       | 2013 | Марина Еракович        | Сабіне Лісіцкі       | 6–1, rit.      |

### Жінки. Парний розряд
| Місце         | Рік  | Чемпіонки                             | фіналістки                                   | Рахунок          |
| ------------- | ---- | ------------------------------------- | -------------------------------------------- | ---------------- |
| Оклахома-Сіті | 1986 | Марселла Мескер Паскаль Параді        | Лорі Макніл Катрін Сюїр                      | 2–6, 7–61, 6–1   |
| Оклахома-Сіті | 1987 | Світлана Чернєва Лариса Нейланд       | Лорі Макніл Кім Сендс                        | 6–4, 6–4         |
| Оклахома-Сіті | 1988 | Яна Новотна Катрін Сюїр               | Катаріна Ліндквіст Тіна Шоєр-Ларсен          | 6–4, 6–4         |
| Оклахома-Сіті | 1989 | Лорі Макніл Бетсі Нагелсен-Маккормак  | Еліз Берджін Елізабет Смайлі                 | без гри          |
| Оклахома-Сіті | 1990 | Мері Лу Деніелс П'ятек Венді Вайт     | Манон Боллеграф Ліз Грегорі                  | 7–5, 6–2         |
| Оклахома-Сіті | 1991 | Мередіт Макґрат Енн Сміт              | Катріна Адамс Джилл Гетерінгтон              | 6–2, 6–4         |
| Оклахома-Сіті | 1992 | Лорі Макніл Ніколь Брадтке            | Катріна Адамс Манон Боллеграф                | 3–6, 6–4, 7–66   |
| Оклахома-Сіті | 1993 | Патті Фендік Зіна Гаррісон            | Катріна Адамс Манон Боллеграф                | 6–3, 6–2         |
| Оклахома-Сіті | 1994 | Патті Фендік Мередіт Макґрат          | Катріна Адамс Манон Боллеграф                | 7–63, 6–2        |
| Оклахома-Сіті | 1995 | Ніколь Арендт Лаура Голарса           | Катріна Адамс Бренда Шульц                   | 6–4, 6–3         |
| Оклахома-Сіті | 1996 | Чанда Рубін Бренда Шульц              | Катріна Адамс Деббі Грем                     | 6–4, 6–3         |
| Оклахома-Сіті | 1997 | Хіракі Ріка Міягі Нана                | Маріанн Вердел-Вітмаєр Тамі Вітлінгер-Джонс  | 6–4, 6–1         |
| Оклахома-Сіті | 1998 | Серена Вільямс Вінус Вільямс          | Кетеліна Крістя Крістін Кунс                 | 7–5, 6–2         |
| Оклахома-Сіті | 1999 | Ліза Реймонд Ренне Стаббс             | Аманда Кетцер Джессіка Стек                  | 6–3, 6–4         |
| Оклахома-Сіті | 2000 | Кімберлі По Коріна Мораріу            | Тамарін Танасугарн Олена Татаркова           | 6–4, 4–6, 6–2    |
| Оклахома-Сіті | 2001 | Аманда Кетцер Лорі Макніл             | Джанет Лі Вінне Пракуся                      | 6–3, 2–6, 6–0    |
| Memphis       | 2002 | Ай Суґіяма Олена Татаркова            | Мелісса Міддлтон Брі Ріппнер                 | 6-4, 2-6, 6-0    |
| Memphis       | 2003 | Морігамі Акіко Обата Саорі            | Аліна Жидкова Бріанн Стюарт                  | 6-1, 6-1         |
| Memphis       | 2004 | Оса Свенссон Мейлен Ту                | Шарапова Марія Юріївна В Звонарьова          | 6-4, 7-60        |
| Memphis       | 2005 | Міхо Саекі Юка Йосіда                 | Лора Гренвілл Абігейл Спірс                  | 6-3, 6-4         |
| Memphis       | 2006 | Ліза Реймонд Саманта Стосур           | Азаренко Вікторія Федорівна Каролін Возняцкі | 7-62, 6-3        |
| Memphis       | 2007 | Ніколь Пратт Бріанн Стюарт            | Ярміла Ґайдошова Морігамі Акіко              | 7-5, 4-6, [10-5] |
| Memphis       | 2008 | Ліндсі Девенпорт Ліза Реймонд         | Анджела Гейнс Машона Вашінгтон               | 6-3, 6-1         |
| Memphis       | 2009 | Вікторія Азаренко Каролін Возняцкі    | Федак Юліана Леонідівна Міхаелла Крайчек     | 6–1, 7–62        |
| Memphis       | 2010 | Ваня Кінґ Міхаелла Крайчек            | Бетані Маттек-Сендс Меган Шонессі            | 7–5, 6–2         |
| Memphis       | 2011 | Ольга Говорцова Алла Кудрявцева       | Андреа Главачкова Луціє Градецька            | 6–3, 4–6, [10–8] |
| Memphis       | 2012 | Андреа Главачкова Луціє Градецька     | Віра Лиховцева Говорцова Ольга Олексіївна    | 6–3, 6–4         |
| Memphis       | 2013 | Крістіна Младенович Галина Воскобоєва | Софія Арвідссон Юганна Ларссон               | 7–65, 6–3        |